# Pjusant Kassabian
Pjusant Kassabian (bulgarisch Пюзант Касабян; * 12. Januar 1941, englische Transkription Pjuzant Kassabian) ist ein bulgarischer Badmintonspieler und -funktionär. 

## Karriere
Pjuzant Kassabian nahm 1989, 1991, 1993 und 1995 an den Badminton-Weltmeisterschaften teil. 1989 und 1991 startete er im Herrendoppel und wurde bei der ersten Teilnahme 33., bei der zweiten 65. 1993 und 1995 war er im Mixed am Start und belegte 1993 Platz 33 und 1995 Platz 65. Nach seiner aktiven Karriere wechselte er in den Funktionärsstab und avancierte zu einem der einflussreichsten Männer im Badminton auf dem Balkan.

## Referenzen
- Pjusant Kassabian beim Badminton-Weltverband

| Personendaten    | Personendaten                       |
| ---------------- | ----------------------------------- |
| NAME             | Kassabian, Pjusant                  |
| ALTERNATIVNAMEN  | Kassabian, Pjuzant; Касабян, Пюзант |
| KURZBESCHREIBUNG | bulgarischer Badmintonspieler       |
| GEBURTSDATUM     | 12. Januar 1941                     |